# Papel mojado

Papel mojado es una novela  policíaca de Juan José Millás publicada en 1983. La obra está dividida en dieciséis capítulos de extensión breve y narrados en primera persona. Aborda el conflicto humano sobre lo que se es y lo que se quiere ser. Papel mojado tiene un estilo que linda entre lo poético y lo coloquial.

## Argumento
Manolo G. Urbina, es un periodista de baja calaña. Cuando su amigo Luis Mary muere aparentemente por un suicidio, Manolo se enfrentará a sucesivos peligros por investigar lo que para él es el asesinato de su amigo. Comienza aparentemente a escribir una novela para dejar constancia del caso y para que, en caso de que muriese, pudiera servir de pista a la policía. Teresa, exnovia de Manolo y amante del fallecido, parece tener la clave en un maletín que meses antes habían conseguido tanto Manolo como Luis Mary para extorsionar a una empresa farmacéutica. En el maletín encontramos una serie de documentos (que pueden ser comprometedores para la empresa farmacéutica) y seiscientas mil pesetas. Es entonces cuando entra en escena Carolina Orúe, viuda de Luis Mary, que ejercerá como intermediaria entre una banda criminal con la intención de recuperar ese maletín y el propio Manolo G. Urbina. Tras una serie de acontecimientos, se presenta el inspector Cárdenas que consigue resolver el caso gracias a la obra que supuestamente escribía Manolo y que en realidad es una obra de Luis Mary. Se deduce entonces que el verdadero asesino es Manolo G. Urbina.

## Personajes
- Manolo G. Urbina: Es el protagonista, un periodista fracasado de más de treinta años y solitario, que escribe para revistas del corazón. Se encuentra solo y decepcionado pues no ha conseguido ninguna de sus inquietudes de juventud, aunque se conforma con la vida que lleva. Aún se encuentra resentido por perder a la única mujer que ha amado, Teresa, lo que le produce una gran soledad. Supuestamente es el narrador de la novela que interesado en resolver la misteriosa muerte de su amigo Luis Mary (con el que mantenía una relación de amor-odio), se introduce en un círculo de misterios y problemas. En el último capítulo, descubre que su existencia es obra del propio Luis Mary.
- Luis Mary: Su nombre real es Luis María Ruiz. Un hombre que baila entre ser mezquino y ser ingenioso. Está casado con Carolina Orúe y parece haber mantenido una relación con Teresa. Durante la novela, se presenta como eje central de la misma, al girar todos los acontecimientos en torno a su muerte. Es el verdadero escritor de la novela.
- Teresa: No hay una descripción física de ella. Se presenta como una figura romántica y de cierta belleza. Exnovia de Manolo y posible amante de Luis Mary. En la novela, se siente como verdadera viuda de este.
- Carolina Orúe: Viuda de Luis Mary, mantiene cierto aire de superioridad por su estatus de doctora. Mantiene relaciones con la farmacéutica que se mantiene como principal sospechosa del asesinato de Luis Mary.
- Cárdenas: Es un inspector que consigue descifrar el misterioso asesinato.
- Enfermeras, taxistas y demás personajes que parecen conocer a Manolo.

## Estructura
La obra se divide en dieciséis capítulos narrados en primera persona. Al principio parece una novela lineal, pero al descubrir quien es el verdadero autor de la novela se vuelve circular. 
Se presenta una introducción de dos capítulos: el primero donde se describen los personajes principales y el segundo donde se narra la trama principal. Después, el nudo del capítulo tres al quince donde ocurre la trama. Por último, el capítulo dieciséis que sirve de final a la obra y en el que se da la vuelta a todo lo anterior.

## Espacio y tiempo
La historia se desarrolla en Madrid. El autor da datos de sobra para saber que los protagonistas se encuentran en el centro y también, en qué día se desarrolla el capítulo. Los dos primeros capítulos serían en el mismo día. Tras esto pasaría mes y medio, y ya la trama se desarrollaría en una semana.

## Temática
El libro sería una mezcla entre la clásica novela policíaca, con un estilo marcado de novela negra (pues trata sobre un suicidio que luego no lo es) y el humor satírico que se desprende de los diálogos.
El tema principal que se trata es el del querer ser y lo que se es realmente. Se aprecia que Manolo G. Urbina siempre quiso ser realmente Luis Mary y de hecho de alguna manera, pretende apropiarse de la obra de este y en la que se desarrolla su propia existencia. Se aprecian valores como la soledad, la autoestima, el conflicto de amor-odio... También trata sobre la búsqueda de la propia realidad y la confusión entre realidad-mentira.

## Repercusión
Juan José Millás consiguió con la obra un gran éxito. Esto le permitió retirarse de su trabajo como administrativo en Iberia para dedicarse por completo a la escritura y el periodismo.
Fue un encargo para una editorial juvenil. Su éxito, facilidad de lectura y el entretenimiento que ofrece, hizo de esta obra una esencial en los colegios, por lo que para muchos jóvenes ha sido el comienzo de su afición a la lectura o a la escritura.